# Dino Beganovic
Dino Beganovic (Linköping, 2004. január 19. –) svéd autóversenyző, a Ferrari versenyzői akadémia tagja.

## Magánélete
Linköpingben (Linköpingben) született 2004 januárjában, bosnyák szülők gyerekeként. 4 nyelven beszél. Ateistának vallja magát.

## Pályafutása

### Gokart
2011-ben, hétévesen kezdett gokartozni, hazájában Svédországban. 2018-ban a svéd OK Junior gokart kategóriát nyerte meg, majd 2019-ben mind a svéd, mind az olasz bajnokságban az "OK" kategóriában diadalmaskodni tudott és ugyanebben az évben a 2. helyen végzett a WSK Euro Series-ben.

### Formulaautózás
2020-ban, a gokartos sikereket követően debütált az együléses formula autózásban, először az olasz Formula–4-es bajnokságban a Prema Powerteammel. Egy futamot nyert Imolában, és 3. lett az összetett tabellán, csak Francesco Pizzi és a bajnok Gabriele Minì előzte meg. Részt vett a német irányítású, ADAC Formula–4-ben is a Nürburgringen és az első Hockenheimben rendezett fordulókon, melyeken összesen 12 pontot gyűjtött.

### Formula Regionális-bajnokság
2021-re a Prema csapata felvitte a Formula–3-as koncepción alapuló Formula Regionális Európa-bajnokságra. Mugellóban a leggyorsabb kört is megfutva ért be másodikként a célba a győztes csapattárs, az észt Paul Aron mögött. Indult a téli időszakban lebonyolított ázsiai kiírásban is, ahol négy dobgót gyűjtve a 7. helyen zárt, annak ellenére, hogy az utolsó két hétvégét kihagyta. Az "újoncok" számára kiírt pontversenyben az 5. helyen értékelték. 
2022-re is maradt a Prema kötelékében továbbra is. Az első hét versenyen nem végzett a 2. helyen rosszabbnál, mindemellett pedig többször indult az első rajtkockából, vagy futotta meg a leggyorsabb kört. Ez a sorozata a a francia Paul Ricard aszfaltcsíkon futott zárófutamon szakadt meg, ahol a leintést követően elvégzett vizsgálatokon az autója nem felelt meg az előírt szigorú szabályoknak, ezért utólag kizárták a végeredményből. Később csapata fellebbezett a döntés ellen, viszont azt elutasították, így Beganovic kizárása hatályban maradt. Október 23-án a Mugellóban szerzett 4. pozíciójával magabiztosan megszerezte a bajnoki címet, amivel a széria első svéd győztese lett. Az Arab Emírségekben futott ázsiai kiírásban a Mumbai Falcons színeiben egy győzelmet és négy további pódiumot szerzett.

### Formula–3
2022. szeptember 20-án a Prema FIA Formula–3 bajnokságában szereplő istállója bejelentette, hogy Beganovic csatlakozik Paul Aron és Zak O'Sullivan mellé a szezon utáni háromnapos tesztsorozatban a spanyol Jerezben.
Egy hónappal később hivatalosan megerősítették, hogy a 2023-as idényben teljes idényt futó versenyző lett.

## Eredményei

### Karrier összefoglaló
| Szezon | Bajnokság                                 | Csapat                    | Verseny     | Győzelem    | Pole        | Leggyorsabb kör | Dobogós helyezés | Pont        | Helyezés    |
| ------ | ----------------------------------------- | ------------------------- | ----------- | ----------- | ----------- | --------------- | ---------------- | ----------- | ----------- |
| 2020   | Olasz Formula–4-bajnokság                 | Prema Powerteam           | 20          | 1           | 2           | 4               | 6                | 179         | 3.          |
| 2020   | ADAC Formula–4-bajnokság                  | Prema Powerteam           | 6           | 0           | 0           | 0               | 0                | 12          | 16.         |
| 2021   | Formula Regionális Európa-bajnokság       | Prema Powerteam           | 20          | 0           | 1           | 2               | 1                | 53          | 13.         |
| 2021   | Formula–3 Ázsia-bajnokság                 | Abu Dhabi Racing by Prema | 9           | 0           | 0           | 0               | 4                | 88          | 7.          |
| 2022   | Formula Regionális Ázsia-bajnokság        | Mumbai Falcons            | 15          | 1           | 0           | 2               | 5                | 130         | 5.          |
| 2022   | Formula Regionális Európa-bajnokság       | Prema Racing              | 20          | 4           | 4           | 2               | 12               | 282         | 1.          |
| 2023   | Formula Regionális Közel-keleti-bajnokság | Mumbai Falcons            | 6           | 2           | 0           | 1               | 2                | 62          | 11.         |
| 2023   | Formula–3                                 | Prema Racing              | 18          | 0           | 0           | 1               | 4                | 96          | 6.          |
| 2023   | makaói nagydíj                            | Prema Racing              | 1           | 0           | 0           | 0               | 0                | –           | Kiesett     |
| 2024   | Formula–3                                 | Prema Racing              | 20          | 2           | 1           | 2               | 4                | 109         | 6.          |
| 2024   | Formula–2                                 | DAMS Lucas Oil            | 4           | 0           | 0           | 0               | 1                | 22          | 20.         |
| 2024   | makaói nagydíj                            | Prema Racing              | 1           | 0           | 0           | 0               | 0                | –           | 8.          |
| 2025   | Formula–2                                 | Hitech TGR                | 19          | 0           | 1           | 3               | 2                | 58*         | 11*         |
| 2025   | Formula–1                                 | Ferrari                   | Tesztpilóta | Tesztpilóta | Tesztpilóta | Tesztpilóta     | Tesztpilóta      | Tesztpilóta | Tesztpilóta |

* A szezon jelenleg is zajlik.

### Teljes Formula Regionális Európa-bajnokság eredménysorozata
(Táblázat értelmezése)

(Félkövér: pole-pozícióból indult; dőlt: leggyorsabb kört futott) 

| Év   | Csapat          | 1       | 2        | 3        | 4        | 5        | 6        | 7        | 8         | 9       | 10       | 11      | 12       | 13       | 14       | 15       | 16       | 17       | 19       | 19      | 20        | Helyezés | Pont |
| ---- | --------------- | ------- | -------- | -------- | -------- | -------- | -------- | -------- | --------- | ------- | -------- | ------- | -------- | -------- | -------- | -------- | -------- | -------- | -------- | ------- | --------- | -------- | ---- |
| 2021 | Prema Powerteam | IMO 1 8 | IMO 2 19 | CAT 1 15 | CAT 2 10 | MCO 1 17 | MCO 2 Ki | LEC 1 10 | LEC 2 11  | ZAN 1 8 | ZAN 2 17 | SPA 1 4 | SPA 2 14 | RBR 1 14 | RBR 2 11 | VAL 1 10 | VAL 2 Ki | MUG 1 Ki | MUG 2    | MNZ 1 5 | MNZ 2 31† | 13.      | 53   |
| 2022 | Prema Racing    | MNZ 1   | MNZ 2    | IMO 1    | IMO 2    | MCO 1 2  | MCO 2 1  | LEC 1 2  | LEC 2 Kiz | ZAN 1 4 | ZAN 2 3  | HUN 1 7 | HUN 2 16 | SPA 1    | SPA 2 3  | RBR 1 4  | RBR 2    | CAT 1 11 | CAT 2 10 | MUG 1 4 | MUG 2 3   | 1.       | 282  |

### Teljes FIA Formula–3-as eredménysorozata
(Táblázat értelmezése)

(Félkövér: pole-pozícióból indult; dőlt: leggyorsabb kört futott) 

| Év   | Csapat       | 1          | 2          | 3          | 4          | 5          | 6         | 7          | 8         | 9         | 10        | 11         | 12         | 13         | 14         | 15         | 16         | 17         | 18         | 19        | 20        | Helyezés | Pont |
| ---- | ------------ | ---------- | ---------- | ---------- | ---------- | ---------- | --------- | ---------- | --------- | --------- | --------- | ---------- | ---------- | ---------- | ---------- | ---------- | ---------- | ---------- | ---------- | --------- | --------- | -------- | ---- |
| 2023 | Prema Racing | BHR SPR 4  | BHR FEA 3  | AUS SPR 5  | AUS FEA 13 | MON SPR 12 | MON FEA 2 | ESP SPR Ki | ESP FEA 3 | AUT SPR 8 | AUT FEA 5 | GBR SPR 13 | GBR FEA 14 | HUN SPR 10 | HUN FEA 2  | BEL SPR 22 | BEL FEA 16 | ITA SPR 13 | ITA FEA 9  |           |           | 6.       | 96   |
| 2024 | Prema Racing | BHR SPR 29 | BHR FEA 13 | AUS SPR 13 | AUS FEA 1  | IMO SPR 4  | IMO FEA 5 | MON SPR 7  | MON FEA 6 | ESP SPR 8 | ESP FEA 8 | AUT SPR 15 | AUT FEA 3  | GBR SPR 11 | GBR FEA 19 | HUN SPR 3  | HUN FEA 9  | ESP SPR 1  | ESP FEA 11 | ITA SPR 4 | ITA FEA 9 | 6.       | 109  |

### Teljes FIA Formula–2-es eredménysorozata
(Táblázat értelmezése)

(Félkövér: pole-pozícióból indult; dőlt: leggyorsabb kört futott) 

| Év   | Csapat         | 1          | 2         | 3         | 4         | 5          | 6          | 7          | 8         | 9          | 10         | 11         | 12         | 13         | 14        | 15         | 16        | 17         | 18        | 19        | 20        | 21      | 22      | 23      | 24      | 25         | 26        | 27        | 28        | Helyezés | Pont |
| ---- | -------------- | ---------- | --------- | --------- | --------- | ---------- | ---------- | ---------- | --------- | ---------- | ---------- | ---------- | ---------- | ---------- | --------- | ---------- | --------- | ---------- | --------- | --------- | --------- | ------- | ------- | ------- | ------- | ---------- | --------- | --------- | --------- | -------- | ---- |
| 2024 | DAMS Lucas Oil | BHR SPR    | BHR FEA   | KSA SPR   | KSA FEA   | AUS SPR    | AUS FEA    | IMO SPR    | IMO FEA   | MON SPR    | MON FEA    | ESP SPR    | ESP FEA    | AUT SPR    | AUT FEA   | GBR SPR    | GBR FEA   | HUN SPR    | HUN FEA   | BEL SPR   | BEL FEA   | ITA SPR | ITA FEA | AZE SPR | AZE FEA | QAT SPR 10 | QAT FEA 5 | UAE SPR 3 | UAE FEA 7 | 20.      | 22   |
| 2025 | Hitech TGR     | AUS SPR 14 | AUS FEA T | BHR SPR 3 | BHR FEA 7 | KSA SPR 15 | KSA FEA 13 | IMO SPR 12 | IMO FEA 3 | MON SPR 15 | MON FEA Ki | ESP SPR 15 | ESP FEA 15 | AUT SPR Ki | AUT FEA 9 | GBR SPR 18 | GBR FEA 4 | BEL SPR 16 | BEL FEA 7 | HUN SPR 8 | HUN FEA 7 | ITA SPR | ITA FEA | AZE SPR | AZE FEA | QAT SPR    | QAT FEA   | UAE SPR   | UAE FEA   | 11.*     | 58*  |

* A szezon jelenleg is zajlik.

### Teljes Formula–1-es eredménysorozata
(Táblázat értelmezése)

(Félkövér: pole-pozícióból indult; dőlt: leggyorsabb kört futott) 

| Év   | Csapat  | 1   | 2   | 3   | 4      | 5   | 6   | 7   | 8   | 9   | 10  | 11     | 12  | 13  | 14  | 15  | 16  | 17  | 18  | 19  | 20  | 21  | 22  | 23  | 24  | Helyezés | Pont |
| ---- | ------- | --- | --- | --- | ------ | --- | --- | --- | --- | --- | --- | ------ | --- | --- | --- | --- | --- | --- | --- | --- | --- | --- | --- | --- | --- | -------- | ---- |
| 2025 | Ferrari | AUS | CHN | JPN | BHR Tp | SAU | MIA | EMI | MON | ESP | CAN | AUT Tp | GBR | BEL | HUN | NED | ITA | AZE | SIN | USA | MEX | BRA | LVS | QAT | UAE | —        | —    |